# Ускенбаев, Кунанбай
Кунанбай Ускенбаев (каз. Құнанбай Өскенбайұлы; 1804-1886) — казахский общественный и государственный деятель, бий, старший султан. Отец Абая.

## Биография
Родился в 1804 году в семье бия Ускенбая Ыргызбаева из рода тобыкты племени аргын.
В 1834 году становится старшиной волости кушик-тобыкты вместо своего отца. В 1846 году по приказу Кунанбая, открывается казахская школа в урочище Ески-там. В том же году Кунанбай участвовал в Балхашской карательной экспедиции Русской армии, направленная против казахского хана Кенесары Касымова. В 1849 году избирается ага-султаном Каркаралинского внешнего округа. На этом посту строит мечеть в Каркаралинске. В 1859 году после межродовых стычек и донесений, Кунанбая снимают с должности и отправляют под надзором в Омск. Там, благодаря усилиям Чингиза Валиханова, Кунанбай освобождается из под ареста и возвращается в степь. В 1874 году совершил хадж в Мекку, где построил гостиницу для казахских паломников.

## Семья
Жены:
1. Кунке
2. Улжан
3. Айгыз
4. Нурганым

Дети:
1. Кудайберды
2. Танирберды
3. Абай
4. Ыскак
5. Оспан
6. Халиулла
7. Смагул